# Cyclostremella
Cyclostremella är ett släkte av snäckor. Cyclostremella ingår i familjen Pyramidellidae.
Kladogram enligt Catalogue of Life:
| Cyclostremella | \| \| Cyclostremella californica \| \| \| \| \| \| Cyclostremella concordia \| \| \| \| \| \| Cyclostremella conradia \| \| \| \| \| \| Cyclostremella humilis \| \| \| \| |
|                | \| \| Cyclostremella californica \| \| \| \| \| \| Cyclostremella concordia \| \| \| \| \| \| Cyclostremella conradia \| \| \| \| \| \| Cyclostremella humilis \| \| \| \| |
|                | Cyclostremella californica |
|                | |
|                | Cyclostremella concordia |
|                | |
|                | Cyclostremella conradia |
|                | |
|                | Cyclostremella humilis |
|                | |